# Hans Hiltebrand
Hans Hiltebrand (Dielsdorf, 18 de enero de 1945) es un deportista suizo que compitió en bobsleigh en las modalidades doble y cuádruple.
Ganó cinco medallas en el Campeonato Mundial de Bobsleigh entre los años 1977 y 1987, y ocho medallas en el Campeonato Europeo de Bobsleigh entre los años 1972 y 1986.
Participó en tres Juegos Olímpicos de Invierno, ocupando el cuarto lugar en Lake Placid 1980, el quinto en Sarajevo 1984 y el sexto en Calgary 1988, en la prueba doble.

## Palmarés internacional
| Campeonato Mundial | Campeonato Mundial         | Campeonato Mundial | Campeonato Mundial |
| Año                | Lugar                      | Medalla            | Prueba             |
| ------------------ | -------------------------- | ------------------ | ------------------ |
| 1977               | Sankt Moritz (Suiza)       | Medalla de oro     | Doble              |
| 1981               | Cortina d'Ampezzo (Italia) | Medalla de plata   | Cuádruple          |
| 1982               | Sankt Moritz (Suiza)       | Medalla de plata   | Doble              |
| 1987               | Sankt Moritz (Suiza)       | Medalla de oro     | Cuádruple          |
| 1987               | Sankt Moritz (Suiza)       | Medalla de plata   | Doble              |
| Campeonato Europeo |                            |                    |                    |
| Año                | Lugar                      | Medalla            | Prueba             |
| 1972               | Sankt Moritz (Suiza)       | Medalla de oro     | Cuádruple          |
| 1980               | Sankt Moritz (Suiza)       | Medalla de oro     | Doble              |
| 1980               | Sankt Moritz (Suiza)       | Medalla de bronce  | Cuádruple          |
| 1981               | Igls (Austria)             | Medalla de oro     | Doble              |
| 1982               | Cortina d'Ampezzo (Italia) | Medalla de bronce  | Doble              |
| 1985               | Sankt Moritz (Suiza)       | Medalla de bronce  | Doble              |
| 1985               | Sankt Moritz (Suiza)       | Medalla de bronce  | Cuádruple          |
| 1986               | Igls (Austria)             | Medalla de oro     | Cuádruple          |